# Клинтономика
Клинтономика (англ. Clintonomics) — неофициальное название экономической политики президента США Билла Клинтона, которая проводилась во время его президентства с января 1993 года по январь 2001 года. Образовано слиянием слов «Клинтон» и «экономика» («Clinton» and «economics»).
Президент Клинтон во время пребывания в должности добился значительных успехов в экономике. В те годы экономический рост в США был около 4 % в год, также было зафиксировано создание рекордного числа рабочих мест (22,7 млн). В начале своего первого срока Клинтон поднял налоги на налогоплательщиков с высокими доходами и сократил расходы на оборону и социальное обеспечение, что помогло добиться сбалансированности бюджета. В результате, в период с 1998 по 2001 финансовый год федеральный бюджет США сводился с профицитом, единственный профицит после 1969 года. За время правления Клинтона задолженность населения по отношению к ВВП, являющаяся основным показателем государственного долга, сократилась с 47,8 % в 1993 году до 31,4 % в 2001 году.
Клинтон подписал Североамериканское соглашение о свободной торговле (НАФТА) и ряд других соглашений о свободной торговле. Он также провёл значительную реформу социального обеспечения. Осуществлённое при Клинтоне дерегулирование финансов (как молчаливое, так и явное посредством Закона Грэмма — Лича — Блайли) позднее подверглось критике как фактор, способствовавший Великой рецессии.

## Обзор

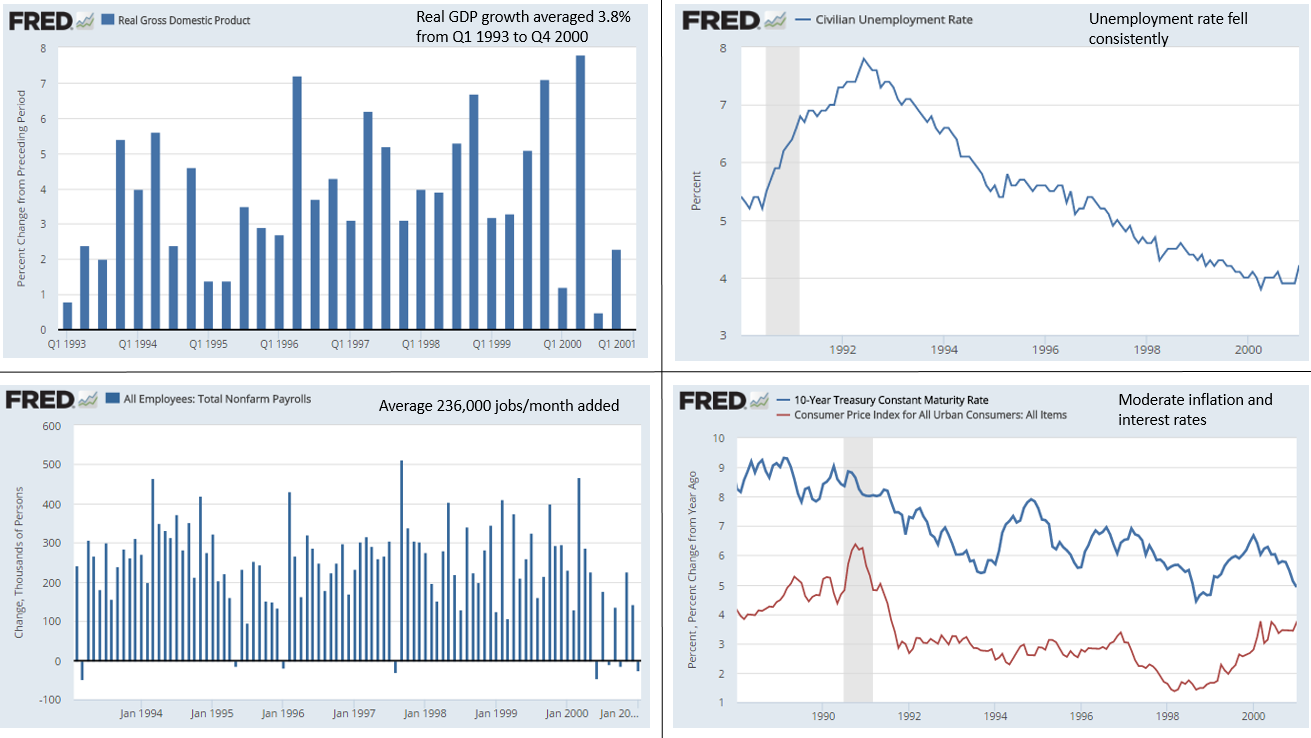
Четыре графика, показывающие рост реального ВВП, уровень безработицы, добавленную занятость вне сельского хозяйства, уровень инфляции и процентные ставки в эпоху Клинтона.

Президентство Клинтона пришлось на самый длительный период экономического роста в истории Америки. Понятие «клинтономика» охватывает как экономическую политику Клинтона, так и государственную философию. Экономический (клинтономический) подход Клинтона повлёк за собой модернизацию федерального правительства, сделав его более благоприятным для предприятий, одновременно перераспределив полномочия в пользу штатов и местных органов власти. Конечная цель заключалась в том, чтобы сделать американское правительство меньше, менее расточительным и более гибким в свете новой глобализированной эры.
Клинтон вступил в должность после окончания рецессии начала 1990-х годов, и его сторонники считают, что экономические методы, которые он применял, способствовали восстановлению экономики и последующему буму, хотя некоторые из критиков президента по-прежнему скептически относятся к причинно-следственным результатам его инициатив. Направленность «Клинтономики» может быть выражена в следующих четырёх пунктах:
- Установить бюджетную дисциплину и устранить дефицит бюджета
- Поддерживать низкие процентные ставки и поощрять инвестиции частного сектора
- Отменить протекционистские тарифы
- Инвестируйте в человеческий капитал через образование и исследования

До президентской кампании 1992 года Америка двенадцать лет жила при консервативной политике, проводимой президентами Рональдом Рейганом и Джорджем Бушем-старшим. Клинтон баллотировался с экономической программой, включавшей сбалансирование бюджета, снижение инфляции и безработицы, а также продолжение традиционно консервативной политики свободной торговли.
Дэвид Гринберг, профессор истории и медиа-исследований Ратгерского университета, высказал мнение, что:

Годы Клинтона, несомненно, были временем прогресса, особенно в области экономики … Лозунг Клинтона «Поставить людей на первое место» в 1992 году и его акцент на «Всё дело в экономике» породил оптимистический, но всё ещё жестокий популизм в среднем классе, который пострадал при Рональде Рейгане и Джордже Буш. … К концу президентства Клинтона цифры были одинаково впечатляющими. Помимо рекордно высокого профицита и рекордно низкого уровня бедности, экономика может похвастаться самым длительным экономическим ростом в истории; самый низкий уровень безработицы с начала 1970-х годов; и самые низкие показатели бедности для одиноких матерей, чернокожих американцев и пожилых людей.
Оригинальный текст (англ.)The Clinton years were unquestionably a time of progress, especially on the economy ... Clinton's 1992 slogan, 'Putting people first,' and his stress on 'the economy, stupid,' pitched an optimistic if still gritty populism at a middle class that had suffered under Ronald Reagan and George H.W. Bush. ... By the end of the Clinton presidency, the numbers were uniformly impressive. Besides the record-high surpluses and the record-low poverty rates, the economy could boast the longest economic expansion in history; the lowest unemployment since the early 1970s; and the lowest poverty rates for single mothers, black Americans, and the aged.
— David Greenberg (Slate, 2008-02-12)

## Фискальная политика

### Налоговая реформа
Предлагая план по сокращению дефицита, Клинтон представил проект бюджета и соответствующие изменения в налоговое законодательство, которые позволили бы сократить дефицит на $500 млрд в течение пяти лет за счет сокращения расходов на $255 млрд, в первую очередь предусматривалось урезание оборонного бюджета, и повышения налогов для самых богатых 1,2 % американцев. Он также ввёл налог на энергию для всех американцев и установил ограничения для около четверти получателей социальных пособий в связи с увеличением прожиточного минимума.
Лидеры республиканских конгрессменов выступили с агрессивной оппозицией проекту бюджета, утверждая, что повышение налогов только ухудшит положение и бороться с дефицитом надо только сокращением расходов. Каждый республиканец в обеих палатах Конгресса проголосовал против проекта Клинтона, к ним присоединились и часть демократов. После активного лоббирования со стороны администрации Клинтона Палата представителей всё же проголосовала за проект бюджета 218 голосами против 216. При голосовании за бюджет в Сенате голоса разделились пополам и потребовался голос вице-президента Альберта Гора. Бюджетный пакет расширил льготу по налогу на заработанный доход (EITC) в качестве помощи семьям с низким доходом. Это уменьшило сумму, которую они платили в федеральный бюджет подоходном налоге и Федеральном законе о страховых взносах (FICA), предоставив $21 млрд помощи 15 миллионам семей с низким доходом.
Закон о бюджета 1993 года повысил подоходный налог с 36 % до 39,6 % для лиц с высоким доходом, то есть примерно для 1,2 % американцев. Предприятиям была предоставлена ставка налога на прибыль в размере 35 %. Налог на топливо для транспортных средств был повышен на 4,3 цента за галлон, а налогооблагаемая часть пособий по социальному обеспечению была увеличена.
Клинтон принял Закон о защите рабочих мест малого бизнеса 1996 года, который снизил налоги для многих малых предприятий. Кроме того, он подписал закон, который увеличил налоговые вычеты для частных предпринимателей с 30 % до 80 % к 1997 году. Закон об освобождении налогоплательщиков снизил некоторые федеральные налоги. Ставка 28 % на прирост капитала была снижена до 20 %. 15 % ставка была снижена до 10 %. В 1980 году был введен налоговый кредит на основе количества лиц в возрасте до 17 лет в семье. В 1998 году он составлял $400 на ребёнка, а в 1999 году был увеличена до $500. Этот закон исключил из налогообложения прибыль от продажи жилья до $500 000 для лиц, состоящих в браке, и $250 000 для одиноких лиц. Образовательные сбережения и пенсионные фонды получили налоговые льготы. Некоторые из действующих налоговых положений были расширены для отдельных предприятий. В 1999 году была произведена коррекция инфляции с учётом ежегодного исключения из суммы подарка в размере $10 000. К 2006 году сумма, освобождаемая от уплаты налога на имущество возросла с $600 000 до $1 млн.
Экономика продолжала расти, и в феврале 2000 года побила рекорд самой продолжительной непрерывной экономической экспансии в истории США.
После того, как республиканцы получили контроль над Конгрессом в 1994 году, Клинтон яростно боролся с предлагаемым ими снижением налогов, полагая, что это поддержить богатых и ослабит экономический рост. Однако в августе 1997 года республиканцы и Клинтоне в Конгрессе наконец смогли достичь компромисса по законопроекту, который снизил налоги на прирост капитала и недвижимость и дал налогоплательщикам кредит в размере $500 на ребёнка и налоговые скидки на обучение в колледже и его расходы. Законопроект также предусматривал создание нового индивидуального пенсионного счета (IRA) под названием Roth IRA, чтобы люди могли инвестировать налогооблагаемый доход для выхода на пенсию без необходимости платить налоги при выходе. Кроме того, закон поднял национальный минимум для налогов на сигареты. В следующем году Конгресс одобрил предложение Клинтона сделать высшее образование более доступным за счёт расширения федеральной финансовой помощи студентам через гранты Пелла и снижения процентных ставок по студенческим кредитам.
Клинтон также боролся с Конгрессом почти на каждой сессии по федеральному бюджету, пытаясь обеспечить расходы на образование, государственные пособия, окружающую среду и AmeriCorps — национальную программу обслуживания, которая была принята в первые дни администрации Клинтона. Обе стороны, однако, не смогли найти компромисс, и бюджетная борьба в 1995 году зашла в тупик из-за предлагаемых сокращений на финансирование Medicare, Medicaid, образования и защиты окружающей среды. После того, как Клинтон наложил вето на многочисленные республиканские счета расходов, республиканцы в Конгрессе дважды отказывались принимать временные разрешения на расходы, вынуждая федеральное правительство частично приостановить свою работу, потому что у агентств не было утверждённого бюджета. В апреле 1996 года Клинтон и Конгресс наконец согласовали бюджет, который предоставлял деньги государственным органам до конца финансового года в октябре. Бюджет включал некоторые сокращения расходов, которые поддерживали республиканцы (снижение стоимости культурных, трудовых и жилищных программ), но также сохранил многие программы, которые лоббировал Клинтон, в том числе образовательные и экологические.

### Дефицит и задолженность

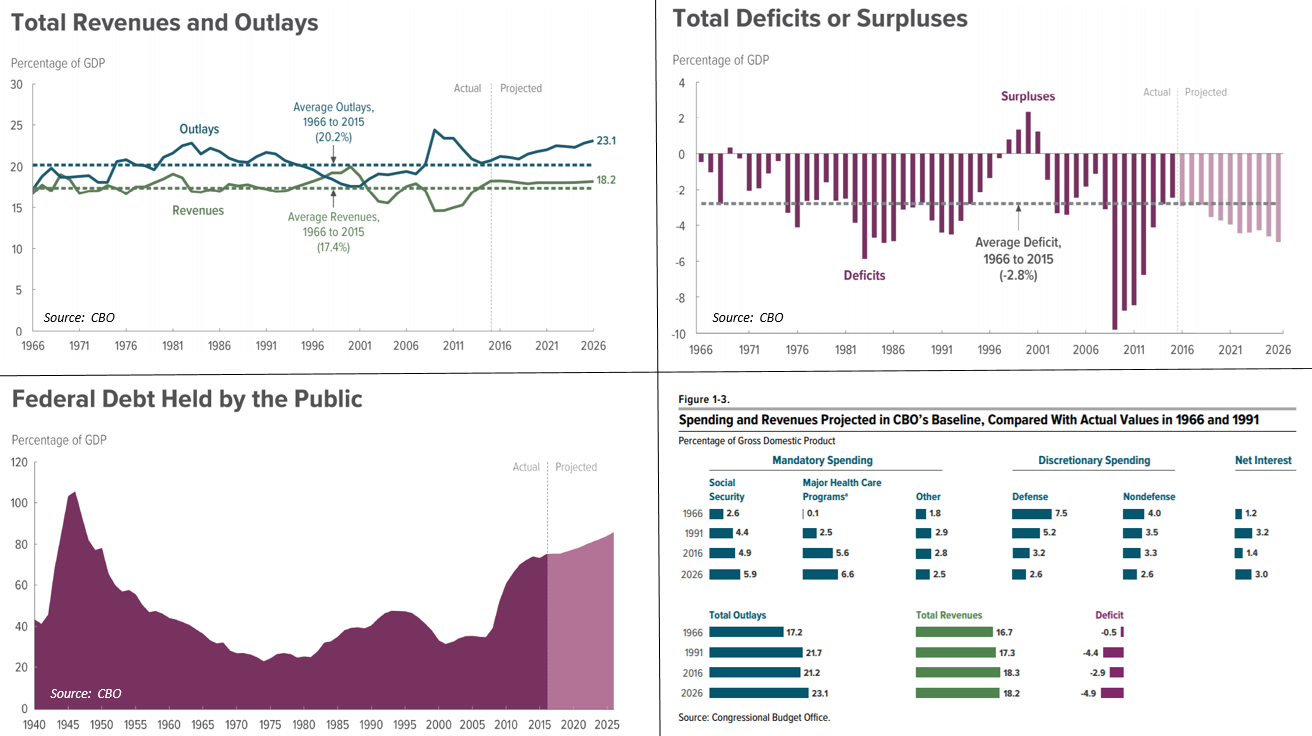
Четыре диаграммы CBO с информацией о доходах, расходах, дефиците и долге. Бюджет был профицитным в 1998—2001 финансовых годах, единственные такие годами в период с 1970 по 2018 год. Отношение долга к ВВП также улучшилось.

Ниже приведены бюджетные результаты для двух сроков президента Клинтона:
- Профицит бюджета в 1998—2001 финансовых годах, единственные такие годы с 1970 по 2018. Начиная с 1997 года четыре бюджета Клинтона были сбалансированными с профицитом.
- Отношение государственного долга к ВВП, являющемуся основной мерой федерального долга США, снизилось с 47,8 % в 1993 году до 33,6 % к 2000 году. Задолженность населения уменьшилась на $453 млрд за период 1998—2001 годов, единственный раз, когда это произошло в период с 1970 по 2018 год.
- Федеральные расходы сократились с 20,7 % ВВП в 1993 году до 17,6 % ВВП в 2000 году, что ниже среднего исторического показателя (1966—2015 годы) в 20,2 % ВВП.
- Налоговые поступления неуклонно росли с 17,0 % ВВП в 1993 году до 20,0 % ВВП в 2000 году, что значительно выше среднего исторического показателя 17,4 % ВВП.
- Расходы на оборону упали с 4,3 % ВВП в 1993 году до 2,9 % ВВП к 2000 году, поскольку США получили «дивиденд мира» после распада Советского Союза. В долларовом выражении расходы на оборону сократились с $292 млрд в 1993 году до $266 млрд в 1996 году, а затем начали медленно расти до $295 млрд к 2000 году.
- Необязательные расходы на оборону сократились с 3,6 % ВВП в 1993 году до 3,2 % ВВП в 2000 году. В долларовом выражении они выросли с $248 млрд в 1993 году до $343 млрд в 2000 году; устойчивый экономический рост в эти годы позволял сокращать соотношение по отношению к ВВП.[1]

Такая схема повышения налогов и сокращения расходов (то есть жёсткой экономии) в условиях экономического бума в точности совпадает с рекомендацией известного экономиста Джона Мейнарда Кейнса, который заявил в 1937 году: «Бум, а не спад, является подходящим временем для жёсткой экономии в Казначействе». Однако, этот замечательный успех не помешал консерваторам попытаться дискредитировать это достижение Клинтона. Их аргумент в основном звучит так: хотя задолженность, удерживаемая населением, была уменьшена, излишки средств, выплачиваемых в социальное обеспечение, использовались для выплаты этим держателям облигаций, фактически занимая деньги из одного кармана (будущие получатели программы социального обеспечения), чтобы погасить другой (текущие держатели облигаций), так что общий долг вырос. Однако, хотя это и так, это то же самое, как общеизвестная «математика» работает и для всех других современных президентов. Неверно дискредитировать исключительную финансовую строгость эпохи Клинтона по сравнению с другими современными президентами, которая, тем не менее, практически во всех отношениях совпала с быстро развивающейся экономикой. Также уместно указать, что во время правления Клинтона экономика быстро росла, несмотря на предупреждения республиканцев о том, что повышение налогов для самых богатых налогоплательщиков приведёт к замедлению и роста экономики и роста числа новых рабочих мест.

## Реформа социального обеспечения
Законом о личной ответственности и возможностях трудоустройства (PRWORA) 1996 года была учреждена программа «Временная помощь нуждающимся семьям» (TANF), которая финансировалась за счёт грантов федерального правительства штатам. Эта программа заменила программу «Помощь семьям с иждивенцами» (AFDC), которая предусматривала открытое финансирование для тех, кто соответствует требованиям, и федеральное финансирование расходов штатов. Чтобы получить полные суммы по грантам TANF, штатам необходимо было выполнить определённые требования, связанные с их собственными расходами, а также долей получателей пособий, работающих или участвующих в программах обучения. Этот порог может быть уменьшен, если нагрузка по социальному обеспечению упала. Закон также изменил правила приемлемости для проверенных программ пособий, таких как продуктовые талоны и Дополнительный социальный доход (SSI).
По оценкам CBO, проведённым в марте 1999 года, базовый грант программы TANF будет составлять $16,5 млрд в год до 2002 года, причём сумма, выделяемая каждому штату будет зависеть от истории расходов штата. Эти суммы блочных оказались больше, чем штаты могли первоначально потратить, так как количество поетенциальных получателей пособий программ AFDC и TANF с 1994 по 1998 год сократилось на 40 % из-за быстро развивающейся экономики. В результате у штатов накопились излишки, которые можно было бы потратить в последующие годы. Штаты также имели возможность использовать эти средства для ухода за детьми и других программ. По оценкам CBO, фактические расходы на TANF в 1999 и 2000 финансовых годах должны были составить $12,6 млрд, увеличиться до $14,2 млрд к 2002 году и достигнуть $19,4 млрд к 2009 году. В целом, общие расходы в 2000 финансовом году составили около $2 млрд долларов (около 0,6 %). Кроме того, по оценкам CBO, неизрасходованные остатки должны были вырасти с $7,1 млрд в 2005 году до $25,4 млрд к 2008 году.
Однако действие закона выходит далеко за рамки незначительного влияния на бюджет. Брукингский институт в 2006 году сообщил, что: «С его акцентом на работу, временные рамки и санкции против штатов, которые не откладывают значительную часть своей рабочей нагрузки в программах работы, и против лиц, отказавшихся выполнять требования штата в отношении работы, TANF стал историческим изменением права на социальное обеспечение, представленное AFDC. Если реформы 1996 года имели ожидаемый эффект от снижения зависимости от благосостояния, основным показателем успеха было бы снижение нагрузки по социальному обеспечению. Административные данные TANF, сообщаемые штатами федеральному правительству, показывают, что загрузка по делам стала снижаться весной 1994 года и ещё более быстрыми темпами после принятия федерального законодательства в 1996 году. В период с 1994 по 2005 год количество дел сократилось примерно на 60 %. Число семей, получающих денежное пособие, сейчас самое низкое с 1969 года, и процент благосостояния детей также ниже, чем с 1966 года». Эффект был особенно значительным для одиноких матерей; доля работающих одиноких матерей выросла с 58 % в 1993 году до 75 % к 2000 году. Занятость среди не состоящих в браке матерей увеличилась с 44 % до 66 %. В отчёте делается вывод, что «закономерность ясна: рост доходов, снижение благосостояния. Это само определение снижения зависимости от благосостояния».

## Торговля
Одной из своих целей на посту президента Клинтон сделал принятие торгового законодательства, которое снизило бы барьеры для торговли с другими странами. Он порвал со многими из своих сторонников, включая профсоюзы и членов его собственной партии, нежелавших поддерживать законодательство о свободной торговле. Противники утверждали, что снижение тарифов и ослабление правил импорта приведут к резкому сокращению рабочих мест в США, потому что люди будут покупать более дешёвые товары из других стран. Клинтон возразил, что свободная торговля поможет Америке, так как позволит США увеличить экспорт. Клинтон также считал, что свободная торговля может помочь подтолкнуть иностранные государства к экономическим и политическим реформам.
Администрация Клинтона заключила около 300 торговых соглашений с другими странами. Последний министр финансов в администрации Клинтона, Лоуренс Саммерс, заявил, что снижение тарифов в результате торговой политики Клинтона привело к снижению цен для потребителей и поддерживало низкую инфляцию, став по его словам технически «крупнейшим снижением налогов в истории мира».

### НАФТА
Североамериканское соглашение о свободной торговле (НАФТА, англ. North American Free Trade Agreement, NAFTA) между США, Канадой и Мексикой было подписано президентом Джорджем Бушем-старшим в декабре 1992 года, заменив Канадско-американское соглашение о свободной торговле. Клинтон не стал менять первоначальное соглашение, но дополнил его Североамериканским соглашением о сотрудничестве в области охраны окружающей среды и Североамериканским соглашением о сотрудничестве в сфере труда, сделав НАФТА первым «зелёным» торговым договором и первым торговым договором, касающимся трудового законодательства стран-участниц, хотя и с очень слабыми санкциями. НАФТА предусматривала постепенное снижение тарифов и создание зоны свободной торговли трёх стран Северной Америки — Соедин`нных Штатов, Канады и Мексики. Противники НАФТА во главе с Россом Перо, утверждали, что эта зона заставит американские компании переместить производства в Мексику, страну с более дешёвой рабочей силой. Клинтон, однако, утверждал, что НАФТА увеличит экспорт США и создаст новые рабочие места. Клинтон убедил многих демократов присоединиться к большинству республиканцев в поддержке торгового соглашения и в 1993 году Конгресс ратифицировал договор.
В то время как экономисты в целом рассматривают свободную торговлю как выгодную для бизнеса и общества в целом, она может негативно повлиять на положение определённых групп, таких как рабочие. Например:
- В обзоре Journal of Economic Perspectives за 2001 год было заявлено, что НАФТА является чистой выгодой для Соединённых Штатов.[31] В опросе ведущих экономистов 2012 года 95 % поддержали идею о том, что в среднем граждане США получали пользу от НАФТА.[32] Исследование, проведённое в 2015 году, показало, что благосостояние США увеличилось на 0,08 % в результате снижения тарифов НАФТА, и что внутризоновая торговля США увеличилась на 41 %.[33]
- В 2015 году Исследовательская служба Конгресса[англ.] (CRS) пришла к выводу, что «чистое общее влияние НАФТА на экономику США, по-видимому, было относительно скромным, в первую очередь потому, что торговля с Канадой и Мексикой составляет небольшой процент от ВВП США. Однако […] три страны приспособились к более открытой торговле и инвестициям между своими странами». CRS также отметил, что НАФТА в значительной степени установило правила поведения, которые уже ведутся (например, компании-производители США ещё переносили рабочие места в Мексику, избегая, таким образом, регулирования занятости и профсоюзов США ради максимизации прибыли).[34]
- Торговая палата США приписывает НАФТА увеличение торговли товарами и услугами США с Канадой и Мексикой с $337 млрд в 1993 году до $1,2 трлн в 2011 году, в то время как АФТ-КПП обвиняет соглашение в потери 700 000 американских рабочих мест в пользу Мексику за это время.[35]

### Всемирная торговая организация
Должностные лица администрации Клинтона также участвовали в заключительном раунде торговых переговоров, организованном Генеральным соглашением по тарифам и торговле (ГАТТ). Переговоры велись с 1986 года. Зимой 1994 года Клинтон вынес на обсуждение Конгресса вопрос о ратификации нового торгового соглашения. В результате Конгресс утвердил договор, согласно которому в рамках соглашения ГАТТ была создана новая международная торговая организация, Всемирная торговая организация (ВТО), призванная заменить ГАТТ в 1995 году. ВТО имеет более широкие полномочия по обеспечению соблюдения торговых соглашений и охватывает более широкий круг вопросов торговли, чем ГАТТ.

### Азия
Клинтон также провёл встречи с лидерами стран Азиатско-Тихоокеанского региона (АТР), чтобы обсудить снижение торговых барьеров. В ноябре 1993 года он принял совещание организации Азиатско-Тихоокеанское экономическое сотрудничество (АТЭС) в Сиэтле (штат Вашингтон), в котором участвовали лидеры 12 стран АТР. В 1994 году Клинтон заключил в Индонезии соглашение со странами АТР о постепенном устранении торговых барьеров и открытии их рынков.
В ноябре 1997 года контролируемый республиканцами Конгресс отложил голосование по законопроекту о восстановлении президентских полномочий в области внешней торговли, срок действия которых истек в 1994 году. Законопроект дал бы президенту право вести переговоры по торговым соглашениям, которые Конгресс не был уполномочен изменять — известный как «ускоренные переговоры», потому что это упрощает процесс заключения договора. Клинтон не смог заручиться достаточной поддержкой законодательства даже среди демократической партии. Это стало первым поражением Клинтона в сфере торгового законодательства во время его второго срока.
Клинтон столкнулся с ещё одной торговой неудачей в декабре 1999 года, когда ВТО встретилась в Сиэтле для нового раунда торговых переговоров. Клинтон надеялся, что на встрече могут быть предложены новые соглашения по таким вопросам, как сельское хозяйство и интеллектуальная собственность, но переговоры провалились. Протестующие против ВТО на улицах Сиэтла сорвали встречи и международные делегаты не смогли достигнуть компромисса, главным образом потому, что делегаты из более мелких и бедных стран сопротивлялись усилиям Клинтона по обсуждению трудовых и экологических стандартов.
В том же году Клинтон подписал знаковое торговое соглашение с Китайской Народной Республикой. Соглашение — результат более чем десяти лет переговоров — снизит многие торговые барьеры между двумя странами, упростив экспорт американских товаров, таких как автомобили, банковские услуги и кинофильмы. Однако соглашение может вступить в силу только в том случае, если Китай будет принят в ВТО и получит постоянный статус «нормальных торговых отношений» от Конгресса США. В соответствии с договором, Соединённые Штаты будут поддерживать членство Китая в ВТО. Многие демократы, а также республиканцы не хотели предоставлять постоянный статус Китаю, так как были обеспокоены нарушением правами человека в этой стране и влиянием китайского импорта на промышленность и рабочие места в США. Конгресс, однако, проголосовал в 2000 году за предоставление постоянного статуса «нормальных торговых отношений» Китаю. С тех пор было опубликовано несколько экономических исследований, которые указывают на то, что рост торговли привёл к снижению цен в США и увеличению ВВП США на 0,7 % в течение следующего десятилетия.

## Дерегулирование банковской деятельности
В 1999 году в рамках дерегулирования банковской деятельности Клинтон подписал Закон Грэмма — Лича — Блайли (GLBA), который отменил некоторые серьёзные ограничения в финансовой сфере, введённые Актом Гласса — Стиголла 16 июня 1933 года, коренным образом изменив правила банковского бизнеса в США и расширив возможности создания и деятельности финансовых конгломератов. Прежде всего, закон разрешил банковским холдингам преобразовываться в финансовые холдинговые компании, которые могли иметь в собственности коммерческие и инвестиционные банки, а также страховые компании. Кроме того, инвестиционные банки и страховые компании получили возможность сами создавать финансовые холдинговые компании, получив одобрение ФРС США. Закон также препятствовал дальнейшему регулированию рискованных финансовых деривативов. Дерегулирование финансовой сферы, проведённое Клинтоном (как молчаливое, так и явное через GLBA) позднее было подвергнуто критике как фактор, способствовавший Великой рецессии. Хотя сам Клинтон оспаривает эту претензию, в то же время он признаёт, что в ретроспективе наложил бы вето на законопроект, главным образом потому, что он исключал рискованные производные финансовые инструменты из регулирования, а не потому, что устранял давний барьер Гласса-Стигалла между инвестициями и депозитарными банковскими операциями. По его мнению, даже если бы он наложил вето на законопроект, Конгресс отменил бы право вето, поскольку закон имел почти единодушную поддержку среди конгрессменов.
Некоммерческий проект PolitiFact оценил слова Клинтона о том, что отмена Акта Гласса — Стиголла не имело «никакого отношения к финансовому краху [2008 года]», как «в основном верное», с оговоркой, что его требование было сосредоточено на устранении разделения инвестиционной и депозитарной банковской деятельности, а не на более широкое исключение рискованных финансовых инструментов (деривативов) из регулирования. Эти деривативы, такие как кредитные дефолтные свопы (CDS) стали одной из причин ипотечного кризис в США 2007 года и последовавшего за ним мирового финансового кризиса, переросшего в Великую рецессию. CDS в основном использовались для страхования ценных бумаг, связанных с ипотекой. Подобная практика стимулировало более ипотечное кредитование, поскольку American International Group (AIG), основной игрок на рынке CDS, теоретически поддерживала ипотечные ценные бумаги, используемые для финансирования ипотечного кредитования. Тем не менее, AIG не регулировалась эффективно и не имела финансовых ресурсов для выполнения своих страховых обещаний, когда начались дефолты по жилью и инвесторы начали требовать страховые выплаты по ипотечным ценным бумагам в случае дефолта. В результате AIG в сентябре 2008 года стала банкротом и правительству США пришлось выделить для спасения корпорациb и связанных с ней банков более $120 млрд, что стало одним из самых мрачных эпизодов Великой рецессии.

## Краткое изложение экономических результатов

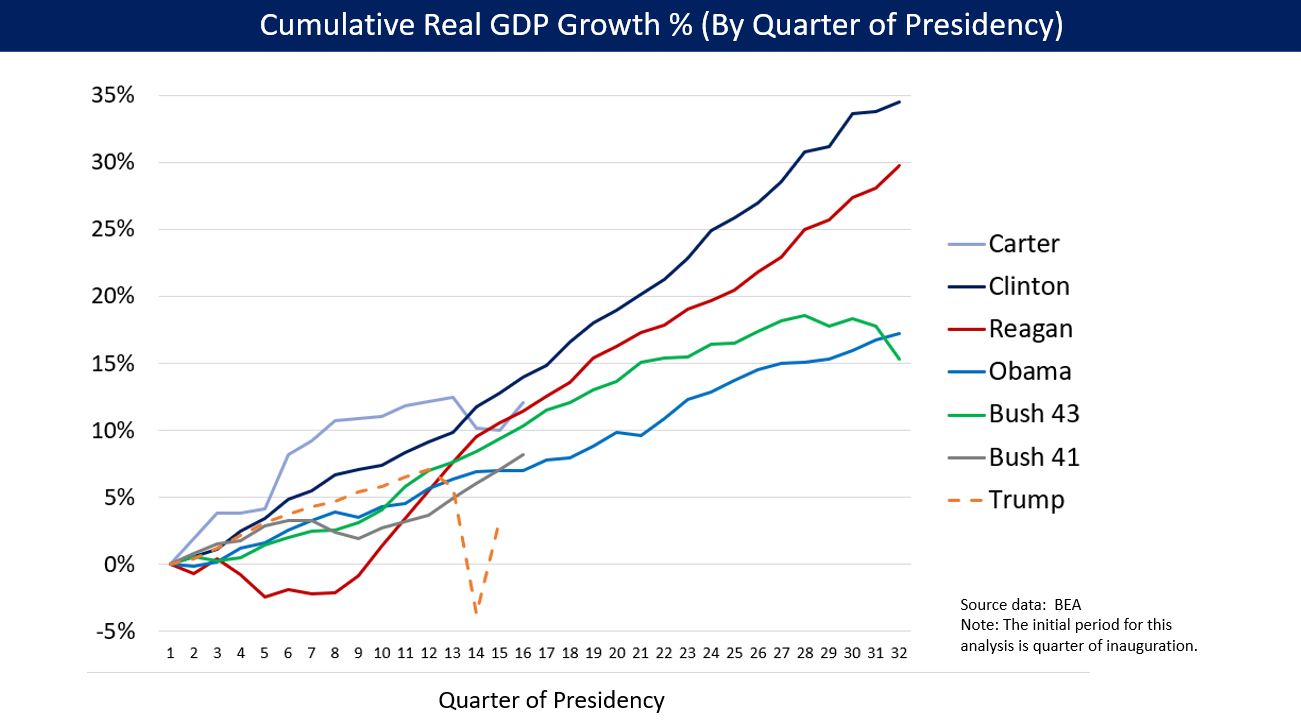
Совокупный реальный (с поправкой на инфляцию) рост ВВП США (поквартально) с 1981 по 2016 годы.

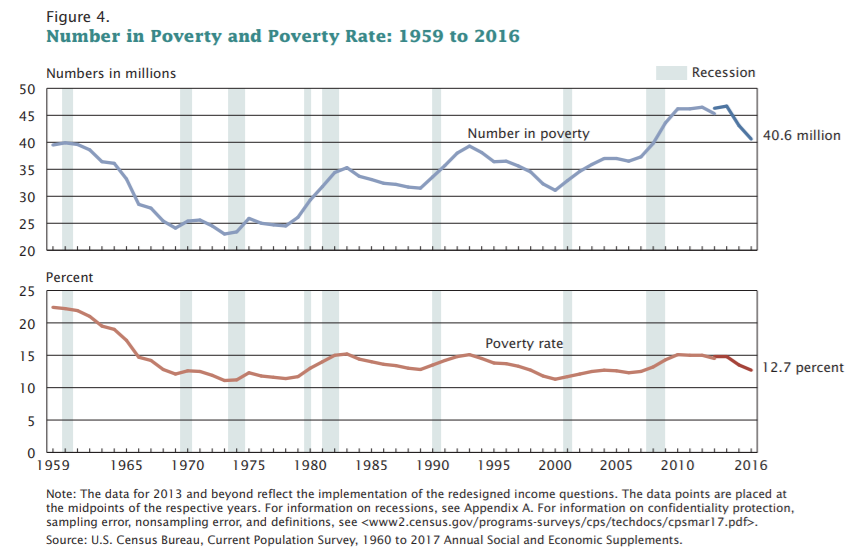
Уровень бедности в США снизился с 15,1 % в 1993 году до 11,9 % в 1999 году. Численность бедных сократилась с 39,2 млн в 1993 году до 32,8 млн в 1999 году, сократившись на 6,4 млн человек.

### Общие
Экономические результаты, достигнутые администрацией Клинтона в период с января 1993 года по декабрь 2000 года:
- Средний рост реального ВВП составил 3,8 %, в то время как средний рост в 1970—1992 годах был 3,1 %. Экономика росла с каждым кварталом.[42]
- Реальный ВВП на душу населения вырос с примерно $36 000 в 1992 году до $44 470 в 2000 году (в долларах 2009 года), примерно на 23 %, примерно так же, как это было в 1981—1989 годах при администрации Рейгана.[43]
- Инфляция в среднем составляла 2,6 % против 6,1 % в 1970—1992 годах И 3,0 % в 1992 году.[44]

### Рынок труда
- В период с февраля 1993 года по январь 2001 года занятость в несельскохозяйственном секторе увеличилась на 22,7 млн человек (в среднем на 236 000 человек в месяц, что является самым быстрым за всю историю президентских полномочий),[45] а занятость в гражданском секторе увеличилась на 18,5 млн человек (в среднем на 193 000 человека в месяц).[46]
- Уровень безработицы составлял 7,3 % в январе 1993 года, неуклонно снижался до 3,8 % к апрелю 2000 года и составлял 4,2 % в январе 2001 года, когда закончился второй срок Клинтона.[47]
- Уровень безработицы среди афроамериканцев снизился с 14,1 % в январе 1993 года до 7,0 % в апреле 2000 года, что является самым низким показателем за всю историю.[47]
- Безработица среди латиноамериканцев снизилась с 11,3 % в январе 1993 года до 5,1 % в октябре 2000 года, что является самым низким показателем за всю историю.[47]

### Домохозяйства
- Реальный средний доход домохозяйства увеличился на 13,9 %, с $50 725 в 1992 году до $57 790 в 2000 году.[48]
- Уровень бедности снизился с 15,1 % в 1993 году до 11,3 % в 2000 году, что стало крупнейшим шестилетним снижением уровня бедности почти за 30 лет. Численность бедных сократилась на 7,6 млн человек, с 39,2 млн человек в 1993 году до 31,58 млн в 2000 году.[49]
- Доля домовладельцев достигла 67,7 % в третьем квартале 2000 года, что является самым высоким показателем в XX веке. В противоположность этому, доля домовладельцев снизилась с 65,6 % в первом квартале 1981 года до 63,7 % в первом квартале 1993 года.[50][51][52]
- Большую часть своего президентства Клинтон работал с Конгрессом, контролируемым республиканцами, что отразилось на системе социального обеспечения. В результате численность получателей социальных пособий резко сократилось, став самым низким с 1969 года. В период с января 1993 года по сентябрь 1999 года число получателей пособий сократилось на 7,5 млн человек (на 53 %) до 6,6 млн. Для сравнения, в период с 1981 по 1992 год число получателей социальных пособий увеличилось на 2,5 миллиона (на 22 %) до 13,6 миллиона человек.[53][54]

## Критика
Клинтон неоднократно подвергался критике как со стороны конкурирующей Республиканской партии, так и со стороны союзников, профсоюзов и связанных с ними политиков-демократов, либералов и прогрессистов.
Клинтон резко критиковали за лоббирование в Конгрессе ратификации Североамериканского соглашения о свободной торговле (НАФТА), которое, по мнению критиков, привело к массовому переносу производств из США в Мексику с более дешёвой рабочей силой и к сокращению рабочих мест в Соединённых Штатах.
Некоторые либералы и прогрессисты считают, что Клинтон сделал не достаточно, чтобы обратить вспять тенденции к расширению неравенства доходов и богатства, которые наметились в конце 1970-х и 1980-х годов. Максимальная предельная ставка подоходного налога для физических лиц с высокими доходами (верхние 1,2 % зарабатывающих) составляла 70 % в 1980 году, была снижена до 28 % в 1986 году Рейганом и увеличена Клинтоном до 39,6 %, что было намного ниже уровня до Рейгана. Недовольство левых демократов вызвала и реформа социального обеспечения, проведённая во время правления Клинтона. Администрация Клинтона также не помогала профсоюзам и не поддерживала укрепление прав на ведение коллективных переговоров. Подобная политика привела к расколу в администрации Клинтоне на правоцентристских «демократов Уолл-стрит», таких как министр торговли Рон Браун, инвестиционные банкиры Роберт Рубин и Роджер Альтман и другие, и на левоцентристских демократов, таких как министр труда Роберт Райх.
Многие утверждают, что политика Клинтона стоила многим американцам работы, потому что он поддерживал свободную торговлю, что, как утверждают некоторые, привело к тому, что США теряли рабочие места в пользу таких стран, как Китай. Даже если Клинтон действительно стоил американцам некоторого количества рабочих мест из-за поддержки свободной торговли, рабочих мест при нём было создано больше чем потеряно, что подтверждает снижение числа безработных за время его президентства, и особенно за его второй срок, когда уровень безработицы был самым низким за последние тридцать лет. Другие связывают это с устойчивым снижением процентных ставок, что способствовало бурному росту фондового рынка и росту рабочих мест в быстро развивающемся технологическом секторе.
Как упоминалось ранее, Клинтон подвергался критике со стороны некоторых наблюдателей за то, что добившись принятия Закона Грэма-Лича-Блайли, а также Закона о модернизации товарных фьючерсов 2000 года, тем самым способствовал ипотечному кризису 2007 года.